# Simulium philippii
El marigüí o marihuí (Simulium philippii) es una especie de insecto díptero del género Simulium, de la familia de los simúlidos; descrita científicamente por Coscaron en 1976.